# Mike Brant
Pour les articles homonymes, voir Brand et Brant.
Moshe Brand, dit Mike Brant (en hébreu : מייק בראנט), né le 1er février 1947 à Nicosie (Colonie britannique de Chypre) et mort le 25 avril 1975 à Boulogne-Billancourt (Hauts-de-Seine), est un chanteur et compositeur israélien.
C'est en France qu'il rencontre le succès, au début des années 1970, avant sa mort prématurée à l'âge de 28 ans. Ses chansons les plus connues sont Laisse-moi t'aimer (1970), C'est ma prière (1972), Qui saura (1972), Rien qu'une larme (1973), C'est comme ça que je t'aime (1974) et Dis-lui (1975). Au début de sa carrière dans l'Hexagone, Mike Brant ne parle, ni ne comprend le français et interprète par conséquent ses chansons phonétiquement sans en comprendre les paroles. Il apprendra la langue par la suite. En cinq années de carrière, Mike Brant vend  environ 15 millions de disques.

## Biographie

### Famille et enfance

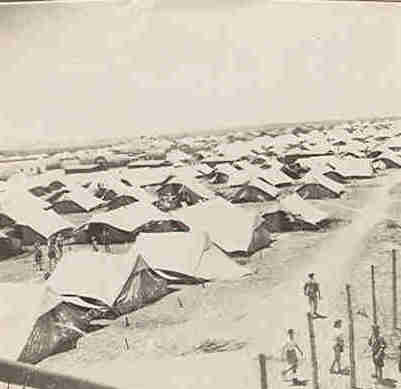
Tentes d'un camp de réfugiés juifs à Chypre où le futur Mike Brant naît en 1947.

Mike Brant est le fils de Fishel Ephraïm Brand, juif polonais de Biłgoraj, professeur de danse de salon devenu maquisard auprès de l'armée russe pour combattre le nazisme pendant la Seconde Guerre mondiale, et de Bronia Rosenberg (Braunice  Rosemberg), juive également polonaise, originaire de Łódź et survivante du camp d'extermination d'Auschwitz, qui a vu son père se faire tuer et sa mère mourir de faim sous ses yeux. Fishel rencontre Braunice à la sortie de la guerre, à Pocking en Bavière, dans un camp de réfugiés ou sur le navire qui devait les conduire en septembre 1947 en Palestine sous contrôle britannique, qui allait devenir le 14 mai 1948 l'Etat d'Israël . Il est son aîné de vingt ans et prendra soin de cette jeune rescapée qui a perdu toute sa famille dans la Shoah. Tous deux parlent yiddish et essaient d'émigrer en Palestine sous mandat britannique mais à cause de quotas stricts décidés par les Britanniques à l'encontre de l'immigration juive à cette époque, leur navire de l'Aliyah Bet est détourné en mer par les Britanniques vers l'un des camps d'internement pour réfugiés juifs installé à Famagouste sur l'île de Chypre où ils sont obligés de vivre dans des conditions difficiles et entourés de barbelés. C'est dans ce camp que le couple scelle son union et que naît dans la nuit du 1er au 2 février 1947 Moshé Brand qui va devenir  plus tard Mike Brant.

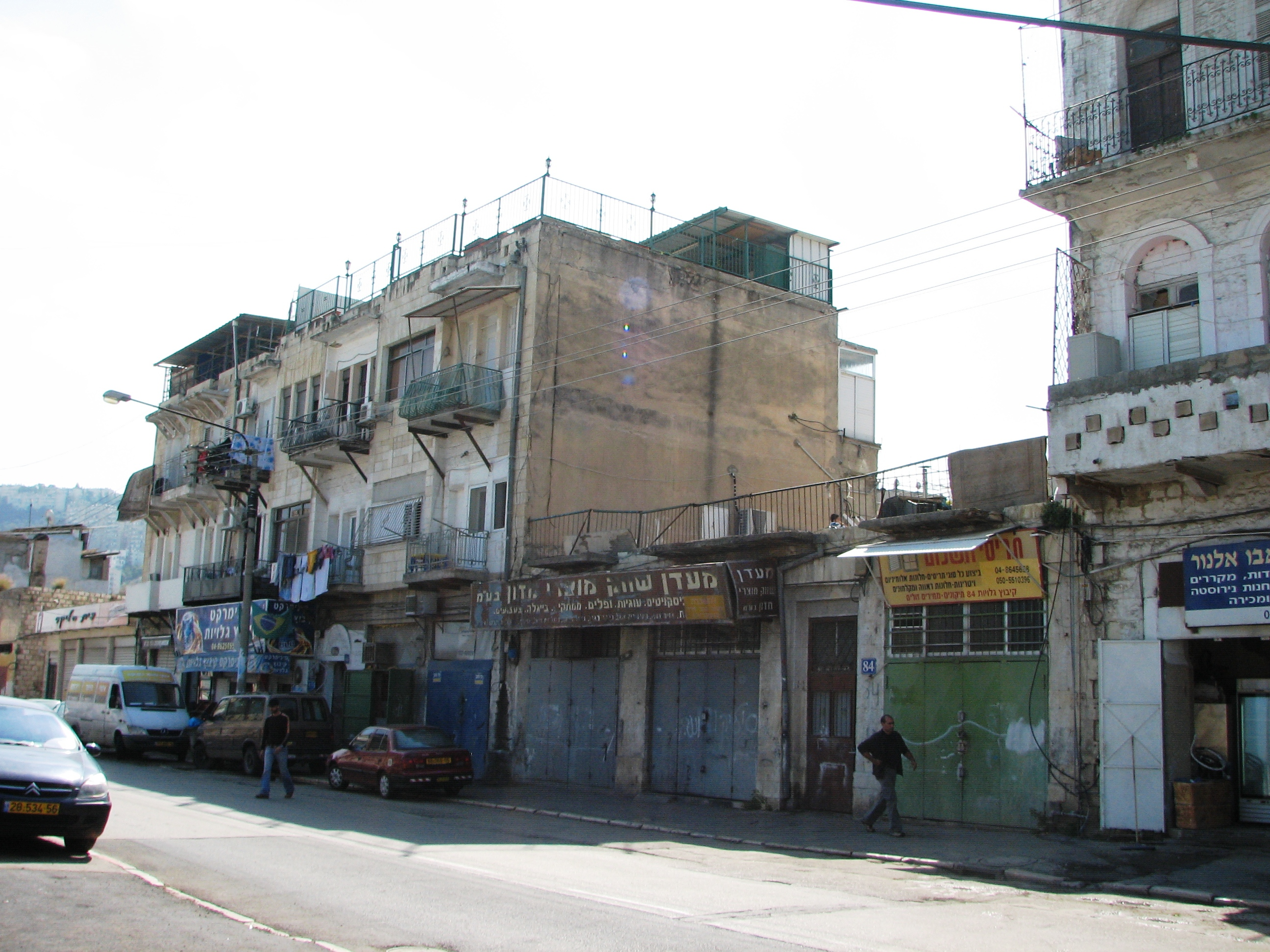
Rue Kibboutz Galuyot à Haïfa (en 2011) où les Brand emménagèrent à leur arrivée en Israël en 1947.

La famille Brand parvient finalement à débarquer à Haïfa, ville située au nord du pays, en Galilée, fin septembre 1947 et y vit de l'agriculture en habitant au 9 rue du kibboutz Galuyot (« Rassemblement des exilés (en) ») dans la ville basse puis s’installe définitivement d'abord au 10 rue Sarah, dans le quartier Wadi Nissans puis déménage au 8 rue Partizanim, dans le quartier (he) Kiryat Eliezer fondé en 1951, où le frère de Mike, Zvi, naît trois ans après lui, le 7 janvier 1950. Fishel Brand trouve un travail à la municipalité et son épouse s'occupe du foyer : la famille est très modeste.
Moshé parle bien plus tardivement que les autres enfants ; il reste muet de longues années,, mais se rattrape plus tard avec une passion telle pour le dessin et le chant qu'il affirme très tôt à son entourage : « Plus tard, je serai vedette… ou clochard ! ». À l'âge de 10 ans, alors que sa mère est hospitalisée pour dépression, il apprend par hasard son passé à Auschwitz, les épreuves qu'elle a traversées et qu'elle lui a cachées.
À 11 ans, il est le seul garçon dans la chorale de son école et fait partie d'un mouvement scout. D'un tempérament angoissé, sa scolarité est erratique et à l'âge de 12 ou 13 ans, Moshé déménage au (en) kibboutz Gesher, situé dans la vallée du Jourdain, à 15 km au sud de Tibériade. Après environ une année à vivre proche de la nature, il retourne à l'appartement de ses parents et travaille dans plusieurs emplois temporaires comme vendeur de glaces, employé chez un garagiste ou gardien au (he)musée de la Marine nationale à Haïfa. À 15 ans, l'opération qu'il subit à l'estomac pour un ulcère l'empêchera d'effectuer son service militaire de trois ans. L'année suivante, à 16 ans, il tombe amoureux d'une voisine plus âgée que lui, Sarah Itskovitchi, relation qu'il justifiera dans une interview plus tard en disant : « L'amour n'est pas un calendrier ».

### Débuts
Fort d'un succès local, il est invité à chanter dans les fêtes et les Bar mitsva. À seize ans, il est choisi pour animer le réveillon de la Saint-Sylvestre 1963-64 dans un grand hôtel de Haïfa, et, à dix-sept ans, il rejoint le groupe de son frère cadet Zvi, joueur d'accordéon, « The Chocolates », en tant que chanteur principal. Le jeune groupe se produit dans des soirées, des clubs, des cafés ou des hôtels de Haïfa comme celui de l'hôtel Dan Carmel de la ville, et au Hilton Tel-Aviv, en reprenant les succès de la musique pop rock que Moshé chante phonétiquement. Un patron de night-club conseille de mettre le jeune homme, qui semble séduire la clientèle, en avant et le groupe s'intitule désormais « Michaël Sela et les Chocolates » qui offre 150 chansons par soirée,. Moshé devient peu après un artiste reconnu dans les grands hôtels israéliens, à la tête de son groupe « The Skymasters ». Il interprète pour la clientèle internationale des hits américains de ses chanteurs préférés : Tom Jones, Elvis Presley, Frank Sinatra, Aretha Franklin, les Platters ; il est amateur de jazz et sa voix de crooner le sert. Il commence avant tout avec des reprises des succès du Festival de Sanremo. Dès 1965, il se fait appeler Mike, ce qui sonne plus américain.
Son père meurt d'une crise cardiaque en 1967 ; Mike qui n'a que vingt ans en est très affecté, d'autant plus qu'étant en tournée, il arrive trop tard à son chevet. Désormais, il commencera chacune de ses prestations en interprétant la chanson préférée de son père, en son honneur "when the rabbi dances"[réf. souhaitée]. En 1968, il entre comme chanteur dans la célèbre troupe de chanteurs et danseurs israéliens du grand Music-Hall d'Israël, Lakat Karmon, dirigée par le chorégraphe (he) Jonathan Karmon qui a découvert la voix et le charisme du jeune Mike dont il perçoit le potentiel, et pendant un à deux ans, il fait connaître en Afrique du Sud et aux États-Unis des airs du folklore israélien,.
Après cette tournée, il retourne travailler au club de l'hôtel Hilton de Tel Aviv où il entame une liaison avec la musicienne Michal Tal,. Il y est remarqué et embauché, par l'intermédiaire de Noam Semel, en hiver 1968 par le propriétaire du Baccara, le night-club réputé de l'hôtel Hilton à Téhéran en Iran où il enchaîne tous les soirs plusieurs dizaines de chansons. Le 17 mai 1969, sa voix, son sourire et son charme interpellent la chanteuse Sylvie Vartan et son secrétaire d'alors, le futur chanteur Carlos, tous deux de passage lors d'une tournée, qui l'invitent à leur table puis en France où ils lui assurent qu'il aura un bel avenir, bien qu'il ne parle pas le français et seulement un peu l'anglais.

### Arrivée en France
Deux mois plus tard, le jeune Israélien de 22 ans arrive à Paris et s'installe dans une chambre d'hôtel au Quartier latin. Il possède peu d'économies et téléphone quotidiennement à Carlos et Sylvie sans que personne lui réponde, jusqu'au jour où, à court d'argent, il se voit obligé de reprendre un avion pour quitter la France. Lors d'une dernière tentative depuis l'aéroport d'Orly, Carlos décroche enfin son téléphone et explique qu'il est de retour d'une tournée d'été avec Sylvie,.

La carrière de Moshé Brand va commencer à se dessiner. Il se produit au club Bistingo grâce à Carlos, qui l'héberge chez lui à Saint-Germain-des-Prés, et lui fait rencontrer Eddie Barclay et d'autres professionnels du show-biz, dont l’un des compositeurs de Sylvie Vartan et Johnny Hallyday, Jean Renard, qui est impressionné après que Mike lui a interprété le standard de jazz Summertime de George Gershwin, lors du premier rendez-vous chez Jean-Claude Vannier :
« En plus de son allure, de sa beauté, ce qui ressortait, à travers son sourire clair, c'était un magnétisme de star. Et puis, il avait une telle aisance de voix et, surtout, une telle vibration qu'il m'a fallu quelques secondes pour me remettre du choc éprouvé ».
Jean Renard lui propose aussitôt Laisse-moi t'aimer et devient son producteur, agent, costumier et confident. Il rassemble une équipe de professionnels pour assurer le lancement de son poulain : Catherine Angelloz aux relations publiques ainsi que toute l'équipe de promotion de CBS Disques et en particulier Robert Toutan pour la promotion télévision, le guitariste et arrangeur Slim Pezin pour chef d'orchestre et Inno Saada comme accompagnateur de gala.
Mike devient un archétype de la mode seventies en endossant la panoplie du latin lover à paillettes, et change son nom de famille de « Brand » à « Brant »  qui est la prononciation israélienne et s'éloigne de l'homonymie du groupe industriel de l'électroménager, Brandt. En même temps, des tours de chant sont organisés au Régiskaïa Club de Meudon-la-Forêt pour que Mike gagne un peu d'argent.
Renard et Brant passent deux mois et 260 séances à travailler également avec Jean-Claude Vannier au studio d'enregistrement du promoteur Gérard Tournier qui avance les fonds et accueille Brant dans sa maison,. Le chanteur réécrit phonétiquement les paroles à l'aide de l'alphabet hébraïque et en demande la traduction pour pouvoir les apprendre.
Monique Le Marcis, figure emblématique de la radio RTL qui apprécie particulièrement le chanteur, diffuse Laisse-moi t'aimer plusieurs fois par jour ; le standard explose : les auditeurs veulent savoir qui est ce « chanteur à la voix d'or ».

### Consécration
Laisse-moi t'aimer est interprété pour la première fois en public au Festival du MIDEM en janvier 1970. Le festival est diffusé sur toutes les chaînes de télévision et le single sorti le lendemain devient rapidement un énorme succès, avec plus de 500 000 exemplaires vendus. Le titre est enregistré en allemand et en italien pour être exporté dans ces deux pays. 

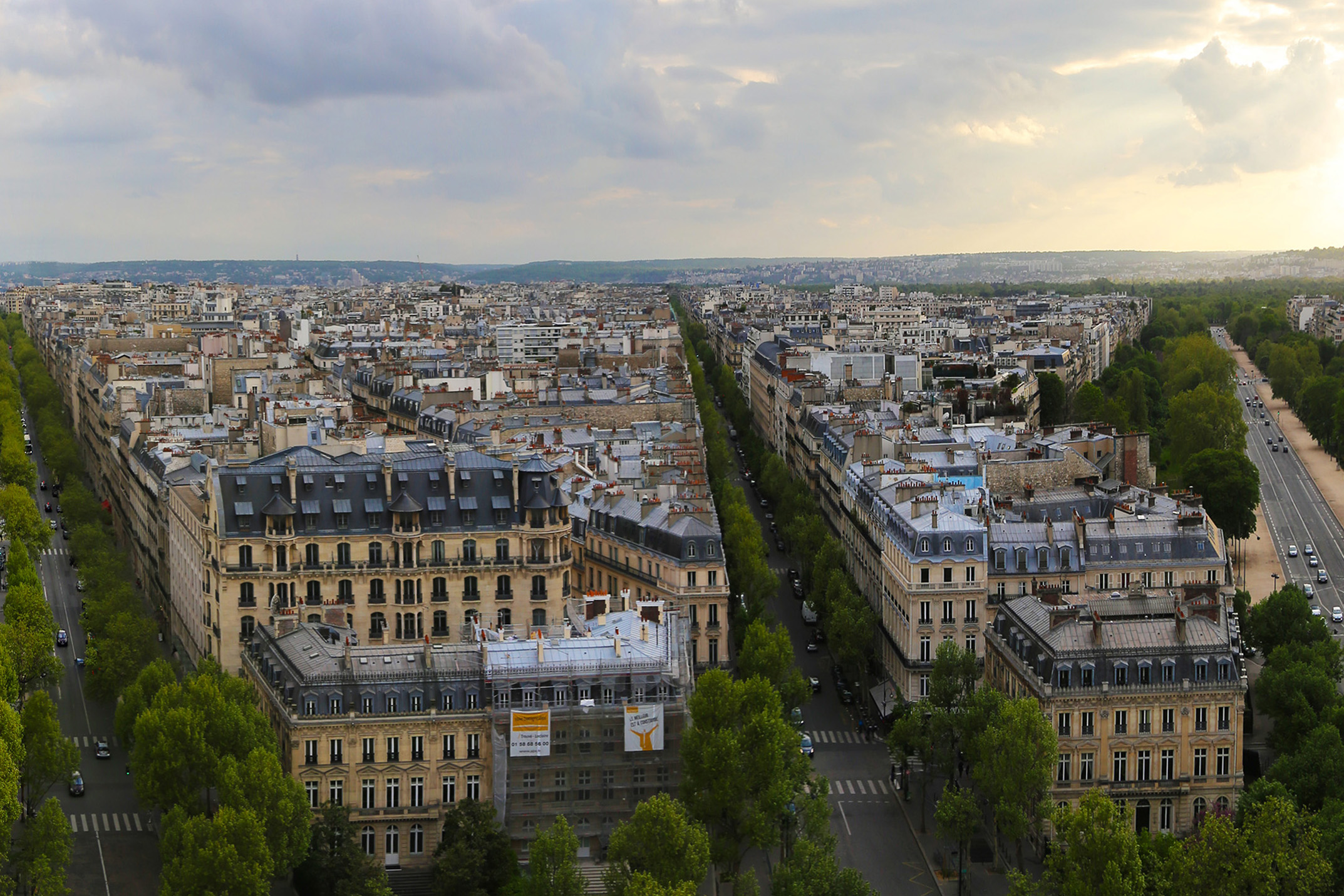
Avenue Victor-Hugo à Paris

Mike Brant s'installe au 181-183 avenue Victor-Hugo dans le 16e arrondissement de Paris. Le 28 octobre 1970, il sort Mais dans la lumière (100 000 exemplaires écoulés) et remporte le Grand Prix RTL. En revanche, sa chanson écrite et composée par son ami Moshé Michael Tchaban, Why do I love you?, n'est pas diffusée sur les radios françaises au motif qu'elle est chantée en anglais.
Régulièrement invité aux émissions de Guy Lux et Maritie et Gilbert Carpentier, il devient l'ami de vedettes telles que Dalida ou Charles Aznavour.
Il part donner des concerts en Israël, dont le premier a lieu le 31 décembre 1970 au Yad Eliyahu Sports Hall de Tel Aviv, un stade de 10 000 places. Il y interprète une nouvelle chanson, Erev Tov écrite avec (he) Nahum Heiman, et une collaboration musicale de Moshé Michael Tchaban, et est accompagné de la chanteuse israélienne Yaffa Yarkoni. Il enregistre également des versions de ses chansons en allemand et en italien.
Le 14 février 1971, il est victime d’un accident de la route à Attignat dans l'Ain. Son producteur Jean Renard en profite pour en faire un coup de publicité spectaculaire (ce qui était habituel à l'époque), en ajoutant bandages et tuyaux sur un Mike hilare. Les photos sont vendues à France Soir pour être publiées dès le lendemain. Au même moment, sort son nouveau 45-tours Nous irons à Sligo, écrit par Frank Gérald, suivi par À corps perdu en juillet. Mike Brant reçoit alors des propositions de cinéma mais ne donne pas suite, afin de ne pas se disperser dans une carrière d'acteur alors qu'il ne se sent pas encore aguerri dans celle de chanteur.
En octobre 1971, Dalida lui propose de faire la première partie de son spectacle à l’Olympia. Alors qu'il préférait jusqu'alors se produire en province, ne se sentant pas prêt pour se lancer à Paris, il rencontre pour la première fois le public de la capitale le 23 novembre 1971, et s'y produit pendant quinze jours au cours d'une performance de quarante minutes où il alterne chansons et imitations mais recevra de mauvaises critiques, ce qui descendra en piqué le succès naissant du chanteur qui voulait assumer cette première partie contre l'avis de ses producteurs. Renard et Vannier se séparent alors de lui, d'autant que son dernier disque Une fille à aimer ne connaît pas le succès escompté. À la même époque, il part en tournée avec la chanteuse Esther Galil.
Il travaille ensuite avec le parolier Michel Jourdan et le producteur Charles Talar,, et sort la chanson Qui saura en avril 1972 (une reprise de Che sarà de Jimmy Fontana pour le festival de Sanremo de 1971), qui devient rapidement numéro un des hit-parades francophones et se vend à plus de 800 000 exemplaires. Mike Brant dépasse alors Claude François au référendum annuel organisé par le magazine Hit.
Il se met alors à composer et publie C'est ma prière, sa première composition sur des paroles de Richard Seff, qui se classe en première position des hit-parades français et wallon, dépassant à nouveau les 800 000 ventes, tout comme le titre suivant, Rien qu’une larme, en 1973. La même année, Tout donné, tout repris s'écoule à plus de 400 000 exemplaires.
En 1974, c'est au tour de Viens ce soir, C’est comme ça que je t’aime, On se retrouve par hasard et Qui pourra te dire ? de connaître le succès. Classé parmi les « chanteurs à minettes », il multiplie les tournées, donnant plus de deux-cent cinquante galas en 1973 et soixante-dix galas pendant l’été 1974.
En octobre 1973, il se rend en Israël pour soutenir le moral des soldats de son pays confronté à la guerre de Kippour, en chantant devant eux et en donnant son sang devant les photographes.

### Dépression
Épuisé par le rythme de sa carrière, affecté par la guerre dans son pays (il est revenu changé et traumatisé de son voyage), hanté par le spectre de la Shoah qui a décimé une partie de sa famille, il fait un séjour dans un hôpital de repos à Genève, conseillé par Johnny Hallyday, où on lui diagnostique une dépression. Il ressent alors son succès comme une imposture frustrante : alors qu'il préfère l'anglais et le jazz, la majorité de son répertoire est composée de chansons mièvres sur les textes desquelles il a peu de pouvoir, le français étant une langue qu’il maîtrise mal.
Régulièrement assailli par ses groupies, il craint d'être une cible comme les athlètes israéliens assassinés par des terroristes palestiniens aux Jeux olympiques d'été de 1972.
La rencontre avec le producteur Simon Wajntrob en 1974 n'est pas à la hauteur de ce qui lui a été promis. Arnaque, abus, détournements de fonds : le chanteur se sent trahi avec raison par un entourage professionnel qu'il considérait comme une famille de substitution.
Rêvant de fonder une famille et vivre à la campagne entouré d’enfants et d'animaux, il vit également une grande déception amoureuse lors de la rupture de sa liaison avec sa compagne danoise, hôtesse de l'air.
Lors d'un concert en mai 1974, il quitte la scène après la quatrième chanson, laissant 4 000 spectateurs médusés. Quelques jours plus tard, en tournée à Cambrai, il brise le miroir de sa loge d'un coup de poing. Le mois suivant, ses biens, ses toiles, ses porte-bonheur et surtout ses photographies de famille ainsi que les bijoux de sa mère, lui sont volés lors d'un cambriolage à son appartement.
Le 22 novembre 1974, Mike Brant fait une première tentative de suicide, en se jetant du cinquième étage de l'hôtel de la Paix à Genève. Une rumeur se répand alors selon laquelle il serait resté bloqué aux rambardes du troisième étage, accroché par le talon d'une de ses chaussures qui aurait freiné et arrêté sa chute. Il en ressort avec un traumatisme crânien et une double fracture de la jambe. À son arrivée à l'hôpital, où il restera deux mois, il a un moment de délire, croyant être dans un camp de concentration.
D'après les confidences que Mike Brant aurait faites à Dalida et le témoignage du concierge de l'hôtel de La Paix, Hermann Mitterer, il était excédé par son nouveau producteur, Simon Wajntrob, qui ne lui offrait ni les royalties, ni la carrière internationale pour lesquelles il avait signé un contrat le 1er juin 1974. Ce jour-là, Mike lui aurait annoncé qu'il préférait se jeter par la fenêtre plutôt que de continuer à travailler avec lui. En guise de réponse, Wajntrob aurait ouvert la fenêtre et lui aurait dit : « Tu veux sauter ? Eh bien, saute ! » Par provocation, Mike Brant, repérant un balcon au-dessous de celui de la chambre de Wajntrob, aurait alors sauté, parvenant à y atterrir. Son producteur aurait ensuite maquillé la scène en affirmant être sous la douche au moment du saut dans le vide de son protégé, afin de se dégager de toute responsabilité. Interviewé sur son lit d'hôpital, Mike Brant déclare qu'il s'agissait d'un « moment de folie » et qu'il ne recommencerait pas.
Après sa convalescence, Mike Brant doit se remettre au travail car son contrat l'engage à sortir plusieurs 45 tours par an et à en assurer toute la promotion. Mike Brant suit ce mouvement sans encadrement psychologique ni médication thérapeutique.
Au printemps 1975, il enregistre Dis-lui, adaptation française du succès Feelings de Morris Albert (elle-même étant la reprise d'une chanson composée en 1957 par Loulou Gasté). Mike se rend au studio le jeudi 24 avril 1975 et croise par hasard Jean Renard avec qui il souhaite retravailler. Tous deux prennent rendez-vous pour le lundi suivant, très heureux d'envisager de nouveaux projets. Mike a rendez-vous le lendemain pour acheter un nouvel appartement, et semble ravi de son nouveau single. Il jette même ses béquilles dans la Seine car il apprend par son médecin qu'il ne boitera pas à la suite de l'accident de Genève.

### Mort
Le vendredi 25 avril 1975, jour de la sortie de son nouveau disque, à 11 h 15, l'artiste tombe du sixième étage d'un immeuble situé rue Erlanger, dans le 16e arrondissement de Paris, alors qu'il était chez son amie Jeanne Cacchi,. Il meurt dans l'ambulance qui le transporte à l'hôpital Ambroise-Paré (Boulogne-Billancourt) où il est déclaré mort à 11 h 40,,.
La semaine suivante, Dis-lui sort dans les bacs et se vendra à plus de 500 000 exemplaires.

#### Funérailles
Mike Brant est enterré dans le cimetière Hof Hacarmel (he) dans le quartier de Neve David (he) à l'ouest de Haïfa, le 7 mai 1975.
Le producteur Simon Wajntrob, son épouse France, l'auteur Michel Jourdan et Alain Krief, le secrétaire de Brant, assistent entre autres aux funérailles du chanteur.
La stèle est revêtue de l'inscription « Mike Brand », réunissant son nom de scène et son nom de famille (Brand se prononce « Brant » en yiddish). Un arbre coupé sur la pierre tombale blanche représente sa vie foudroyée en pleine jeunesse. Non loin de la sienne, se trouvent les tombes de ses parents, toutes les trois se situant non loin de la mer, qui était chère au chanteur.

#### Thèses autour de sa mort
Plusieurs thèses ont été avancées pour expliquer sa mort : assassinat (ou, tout au moins, responsabilité de son entourage professionnel et des fréquentations douteuses de celui-ci), difficulté à assumer les conséquences de son succès (rythme de vie effréné, harcèlement perpétuel des fans qui l'assaillaient, chansons à l'eau de rose pour l'amateur de jazz qu'il était, déceptions amoureuses), traumatisme psychologique touchant les enfants de déportés de la Shoah (« syndrome de deuxième génération »),.
La drogue a également été évoquée bien que les rapports des médecins lors de son hospitalisation n'aient pas décelé d'addiction à des produits stupéfiants. Soigné pour dépression, Mike Brant avait même cessé de prendre les psychotropes qu'on lui prescrivait, par peur des effets secondaires. Se sentant envahi par le mal de vivre, trahi, et éprouvant un sentiment de « trop plein », il aurait souhaité mettre fin à ses jours.
Il a également été suggéré qu'il se serait jeté par la fenêtre après avoir reçu un appel téléphonique attendu qui l'aurait rendu très nerveux. Autre théorie : après cet appel reçu, il aurait cherché de l'air et aurait trébuché sur le balcon, passant au-dessus de la balustrade du jardin, le treillage en bambou fixé à la rambarde du balcon se brisant sous son poids (l’appartement du sixième étage étant légèrement en retrait de la façade, le balcon de l'étage inférieur aurait pu arrêter sa chute).
Parmi les autres versions qui firent également les gros titres de la presse ou qui surgirent au fil des ans, on évoque encore : une implication dans un trafic d'œuvres d'art par son entourage professionnel, le touchant indirectement ; une histoire d'espionnage en lien avec le Mossad ; ou bien encore une énième querelle avec Wajntrob qui aurait tourné au drame. Cette dernière hypothèse s'appuie notamment sur la violente dispute en yiddish qui a opposé Wajntrob à la mère de Mike Brant après les funérailles de ce dernier, peu avant qu'elle soit victime d'un second infarctus, fatal.
Trois ans plus tard, le 26 janvier 1978, Wajntrob est retrouvé mort avec une balle dans le cœur et une autre dans la nuque, dans le bois de Boulogne,. Alain Krief,, secrétaire de Mike Brant, se suicide à son tour durant l'année 1984 en se jetant sous une rame de métro à Paris, ce qui concourt à alimenter les rumeurs les plus folles comme celle d'un assassinat, selon le journaliste Julien Balestra.
La disparition de Mike Brant reste aujourd'hui encore matière à controverse, comme pour d'autres vedettes disparues de façon tragique. Pour Yona Brand, la nièce de Mike, sa mort restera un éternel mystère.

### Hommages et héritage
Son frère Zvi et sa nièce Yona entretiennent le souvenir de l'artiste au travers de projets artistiques et d'un fan-club dont Yona est la présidente. Celle-ci a donné à sa fille le prénom d'Arrava, qui était un des titres préférés de Mike Brant, évoquant la terre frontalière de paix entre Israël et la Jordanie.
Le fan-club et les pages de réseaux sociaux qui lui sont consacrés regroupent plus de 220 000 personnes, dont certains  se rendent chaque année sur la tombe du chanteur, lors de cérémonies anniversaires, en présence de sa famille,.

#### Lieux
- À Paris, près de son dernier domicile du 67 avenue Georges-Mandel (et du premier, à partir de 1969, 181-183 avenue Victor-Hugo), dans le 16e arrondissement, une place Mike-Brant est inaugurée en 2018[20],[46].

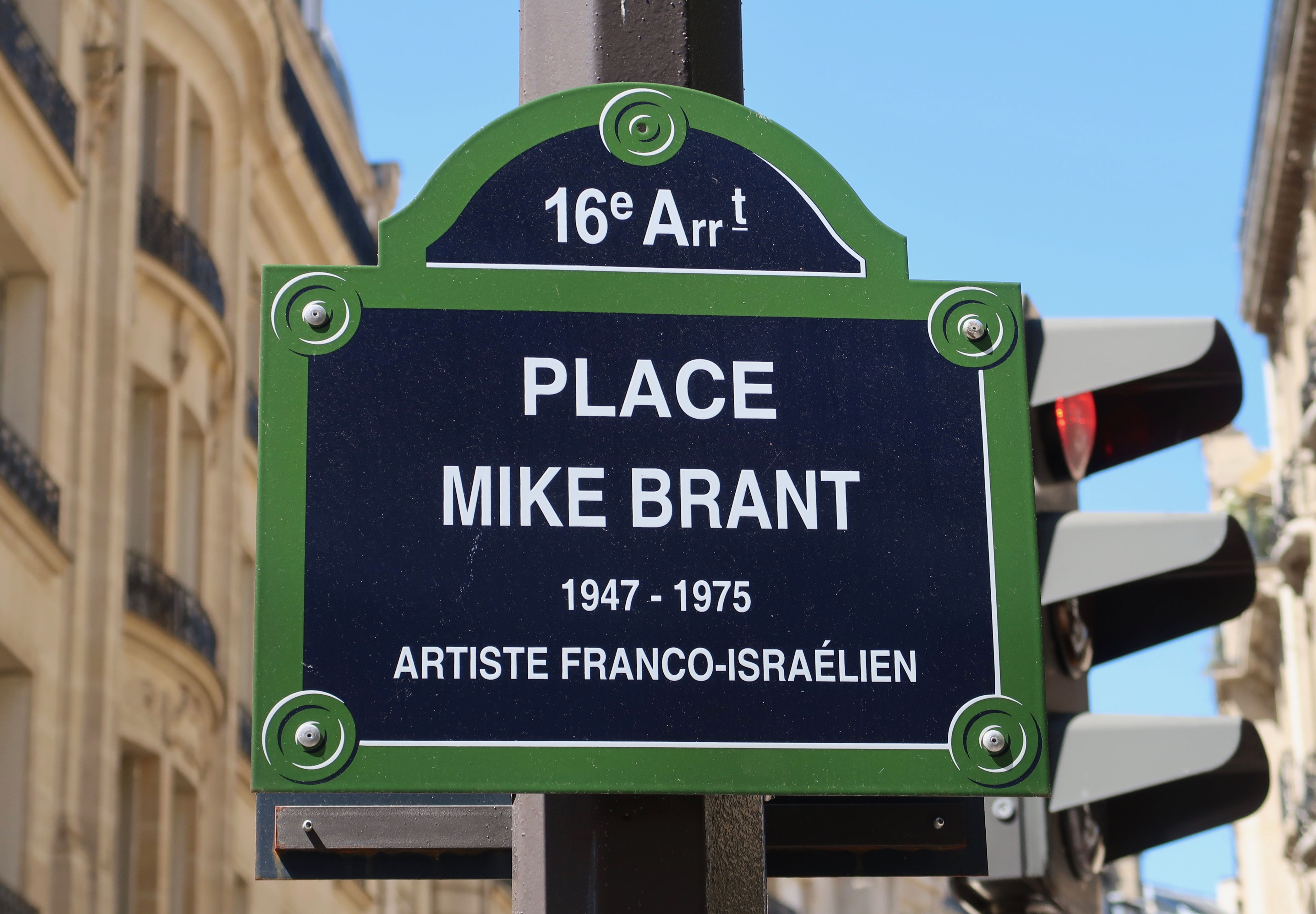

- En août 2020, la municipalité de Haïfa donne son nom à une rue, sur la promenade Bat Galim, dans le quartier de Kiryat Eliezer où il a passé sa jeunesse[9].

#### Spectacles
- En Israël, plusieurs spectacles ont retracé sa vie. En 1991, Eldad Ziv[47] écrit et réalise la pièce Laisse-moi t'aimer au Khan de Jérusalem. En 2008, la pièce de théâtre musical intitulée Mike, sous la direction de (en) Micha Lewensohn, est donnée au théâtre Beit Lessin de Tel Aviv avec Dan Shapira[48] dans le rôle-titre et une musique de Gadi Inbar[49].
- Dans son spectacle Waïka en 2006, Dany Boon parodie Mike Brant en interprétant sa fameuse chanson Laisse-moi t'aimer, tout en étant suspendu dans les airs grâce à un câble.
- En septembre 2010, Mike Brant : Laisse-nous t'aimer, une comédie musicale de Gadi Inbar sur la vie du chanteur, mise en scène par Thomas Le Douarec, a été créée au théâtre Comédia à Paris et est nommée au Molière 2011 dans la catégorie « Meilleur spectacle musical »[50],[51]. Il s'agit de la reprise du spectacle israélien de 2008[11].
- En janvier 2017, a lieu au Palais des sports la première de Hit Parade, comédie musicale rendant hommage aux titres de Claude François, Dalida, Mike Brant et Sacha Distel. Les quatre artistes apparaissent en hologrammes.

#### Musique
- Le producteur et rappeur américain Dr. Dre a samplé la chanson Mais dans la lumière pour le titre Crack a Bottle (2009) avec Eminem, 50 Cent et lui-même. Ce titre de Mike Brant avait déjà été repris par deux autres rappeurs : Havoc du groupe Mobb Deep, pour son titre Live It Up, ainsi que RZA du Wu-Tang Clan.
- Le 27 octobre 2014, le chanteur français Amaury Vassili sort un album hommage à Mike Brant chez Warner intitulé Amaury Vassili chante Mike Brant, qui se classe à la 8e place des ventes dès sa sortie. Une édition collector contient la chanson inédite Où que tu sois, composée par Mike Brant mais jamais sortie jusqu'alors[52].

#### Cinéma
En plus des utilisations de chansons de Mike Brant dans les bandes originales d’œuvres audiovisuelles déjà recensées par l'IMDb, ci-dessous suit une liste non exhaustive de films où ses chansons apparaissent.
 Sauf indication contraire ou complémentaire, les informations mentionnées dans cette section proviennent du générique de fin de l'œuvre audiovisuelle présentée ici.
- 2006 : Célibataires de Jean-Michel Verner - Laisse-moi t'aimer
- 2014 : La French de Cédric Jimenez - C’est comme ça que je t’aime

## Discographie

### Albums

#### Albums studio
- 1970 : Mike Brant (CBS)
- 1974 : Toutes les couleurs (WIP Records / Polydor)

#### Compilations
- 1972 : L'Album d'or (CBS)
- 1974 : L'Album d'or, Vol. 2 (CBS) puis Mike Brant 74 (Sonopresse)
- 1975 : Album souvenir (Sonopresse)
- 1980 : En plein cœur de ta jeunesse (Polydor)
- 1985 : 10e anniversaire (Sonopresse)
- 1990 : 15e anniversaire (EMI Pathé Marconi)
- 1995 : 20e anniversaire (EMI)
- 1998 : 20 chansons d'or (EMI)
- 2000 : Laisse-moi t'aimer : Le meilleur de Mike Brant (EMI / Capitol)
- 2002 : L'Essentiel (EMI / Capitol)
- 2005 : Qui saura (EMI)
- 2006 : Forever (EMI)
- 2009 : Best Of (EMI)
- 2010 : Éternel (EMI)
- 2011 : Disque d'or (EMI)
- 2013 : Laisse-moi chanter ! (EMI)
- 2014 : L'Inoubliable (Warner)
- 2018 : Un grand bonheur - Best Of (Warner)

### Singles
- 1970 : Laisse-moi t'aimer
- 1970 : Un grand bonheur
- 1970 : Mais dans la lumière
- 1971 : Nous irons à Sligo
- 1971 : À corps perdu
- 1971 : La Fille à aimer
- 1972 : Qui saura
- 1972 : C'est ma prière
- 1973 : Rien qu'une larme
- 1973 : Tout donné, tout repris
- 1974 : Viens ce soir
- 1974 : C'est comme ça que je t'aime
- 1974 : On se retrouve par hasard
- 1974 : Qui pourra te dire ?
- 1975 : Dis-lui
- 1975 : Donne un peu de toi
- 1976 : My Way

#### Singles internationaux
- 1970 : Liebe will mehr (Laisse-moi t'aimer) (Allemagne)
- 1970 : Cuore di bambina (Italie)
- 1973 : Das ist mein Lied (Allemagne)
- 1975 : Au revoir (On se retrouve par hasard) (Allemagne)
- 1975 : Wer dich kennt, der muss dich lieben (Allemagne)

### Autres chansons
- 1970 : Parce que je t'aime plus que moi (face B de Laisse-moi t'aimer)
- 1970 : Au pays de ma maison (face B de Un grand bonheur)
- 1970 : Et je suis heureux (face B de Mais dans la lumière)
- 1971 : Mr Shubert, I Love you (face B de Nous irons à Sligo)
- 1971 : Felicita (face B de À corps perdu)
- 1971 : Accrochons-nous à l'amour (face B de La fille à aimer)
- 1972 : L'amour c'est ça, l'amour c'est toi (face B de C'est ma prière)
- 1972 : She's My Life
- 1972 : Qui a tort ?
- 1972 : Sans amis (face B de Qui saura)
- 1973 : C'est une belle fête (face B de Rien qu'une larme)
- 1973 : La musique au fond du cœur (face B de Tout donné, tout repris)
- 1974 : Serre les poings et bats-toi (face B de On se retrouve par hasard)
- 1974 : Elle a gardé ses yeux d'enfant (face B de Qui pourra te dire)
- 1974 : Attendez
- 1974 : Toutes les couleurs
- 1974 : Que tu es belle
- 1974 : Je vis la vie que j'ai choisie
- 1974 : Toi, moi, nous
- 1974 : Arrava
- 1974 : Holly Holy
- 1974 : En plein cœur de ta jeunesse
- 1974 : Toi, mon enfant (face B de Viens ce soir)
- 1975 : Essayez de lui mentir (face A2 de Donne un peu de toi)
- 1975 : Malaguena (face B1 de Donne un peu de toi)
- 1975 : Summertime (face B2 de Donne un peu de toi)
- 1975 : L'oiseau noir et l'oiseau blanc (face B de Dis-lui)

#### Livres partiellement consacrés à Mike Brant
- Jacques Mazeau, Les Destins brisés de la chanson, Paris, éditions France-Loisirs, 1997.
- Fabien Lecœuvre et Gilles Lhote, Génération 70 : 70 idoles des années 70, Paris, éditions Michel Lafon, 2001.
- Jean Renard, Que je t’aime… la vie, Paris, éditions Le Marque-pages, 2003.

### Documentaires
- Laisse-moi t'aimer, Dmaot Schell Malachim (Angles Tears), documentaire franco-israélien, le 1er avril 1998.
- Mike Brant : Laisse-moi t'aimer d'Erez Laufer, 2003[53], sur France 3, le 20 janvier 2007. Cette œuvre est élue meilleur documentaire à la fois au Festival du film israélien aux États-Unis et lors de la cérémonie des Ophir Awards.
- Le Droit de savoir : Mike Brant : Les mystères de sa mort de Mathias Favron, 2005, diffusé sur TF1, le 30 mai 2006.
- Un jour, un destin : Mike Brant, l'icône brisée, présenté par Laurent Delahousse sur France 2, diffusé le 16 juillet 2008.
- Nous nous sommes tant aimés de Jérôme Revon, produit par Stéphane Gateau et commenté par Gilles Verlant, France 3, diffusé le 14 mai 2010[54].
- Mike Brant, l'étoile filante, France 3, diffusé le 12 mars 2021.